# Puerto Soberanía
Der Puerto Soberanía (spanisch für Souveränität-Hafen) ist eine Nebenbucht der Discovery Bay von Greenwich Island im Archipel der Südlichen Shetlandinseln. Der Naturhafen liegt am Ostufer der Bucht, ist eisfrei im antarktischen Sommer und bietet guten Schutz vor Ostwinden.
Wissenschaftler der 1. Chilenischen Antarktisexpedition (1946–1947) benannten ihn in Verbindung mit der dort errichteten Soberanía-Station (heute Arturo-Prat-Station).